# Сисиний I
Архиепи́скоп Сиси́ний I (греч. Αρχιεπίσκοπος Σισίνιος Α΄, умер 24 декабря 427) — архиепископ Константинопольский (426—427).
Канонизирован Константинопольской православной церковью в лике святителей; память — 11 октября.

## Биография
Служил пресвитером в константинопольском предместье Элее. Славился набожностью и помощью бедным, на что отдавал более чем позволяли ему его средства, что привлекало к нему народную любовь.
После смерти Архиепископа Аттика патриарший престол вдовствовал достаточно длительное время, поскольку существовали разногласия в выборе нового архиепископа. Согласно самому распространённому мнению, этот период длился около четырёх месяцев и завершился избранием Сисиния 28 февраля 426 года. Для его хиротонии и его воздвижения, император Феодосий II созвал Синод, под председательством Феодота Антиохийского.
Во время его патриаршества бунт приверженцев сосланного Иоанна Златоуста был на спаде. Но помощник правителя города, именуемый Оптатос, вновь поднял вопрос, начав расследование о том, кто поджог Вулевтирион и Храм Святой Софии, во время событий тех дней. Он заподозрил двух клириков из окружения Иоанна Златоуста — пресвитера Тигрия и чтеца Евтропия, которых заключил в тюрьму. Тогда Патриарх Сисиний, как упоминается в его житии, увидел во сне некоего молодого человека, стоящего у алтаря церкви Святого Стефана и говорящего, что сожалеет, поскольку он обошёл весь Полис, он не нашёл ни одного хорошего человека, кроме как Евтропия. Сисиний рассказал свой сон одному пресвитеру и послал его найти этого Евтропия. Тот нашёл Евтропия в тюрьме, но вскоре Евтропий умер.
По свидетельству Сократа Схоластика: «славился воздержанием, правотой жизни и любовью к бедным, а по характеру был доступен и прост, отчего не любил тяжебных дел. По этой причине людям беспокойным он не нравился и прослыл у них человеком недеятельным».
Скончался 24 декабря 427 года.